# Aizcolari

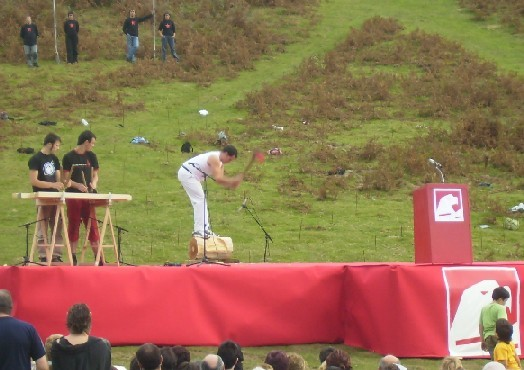
Aizcolari en acción compartiendo escenario con unos txalapartaris.

El aizcolari o  aizkolari es un deportista que practica la corta de troncos con hacha en alguna de las modalidades vascas. El  término es un préstamo del euskera aizkolari («persona que maneja o trabaja con un hacha»). Las pruebas de aizcolaris son uno de los deportes rurales vascos más populares.
Se utiliza el término aizkolaritza para referirse a este deporte, también llamado aizkora jokoa (juego de hachas) en euskera.

## Origen
Tiene su origen en la explotación de los bosques para la obtención de madera, materia prima básica en construcción y en producción de carbón vegetal. Este trabajo se realizaba por cuadrillas que acampaban en los bosques. Los miembros más jóvenes o fuertes talaban los árboles y los más viejos desgajaban, quitaban ramas y cortezas y partían los troncos en pedazos del tamaño necesario. La competencia por demostrar la mayor fuerza o habilidad generaba apuestas que, como en el caso de otros deportes rurales, llevaban a desafíos en la plaza pública, fuera del trabajo productivo.
Aunque se han registrado muchos tipos de actos públicos en celebraciones en el País Vasco, no hay datos de exhibiciones de aizcolaris antes del siglo XIX. Las narraciones de ese siglo no registran los nombres propios de los competidores, apareciendo como «uno de Beizama», «el hijo de la casa Gorrizu», «cuadrillero de Nuarbe», «el del caserío Beunza», etc.

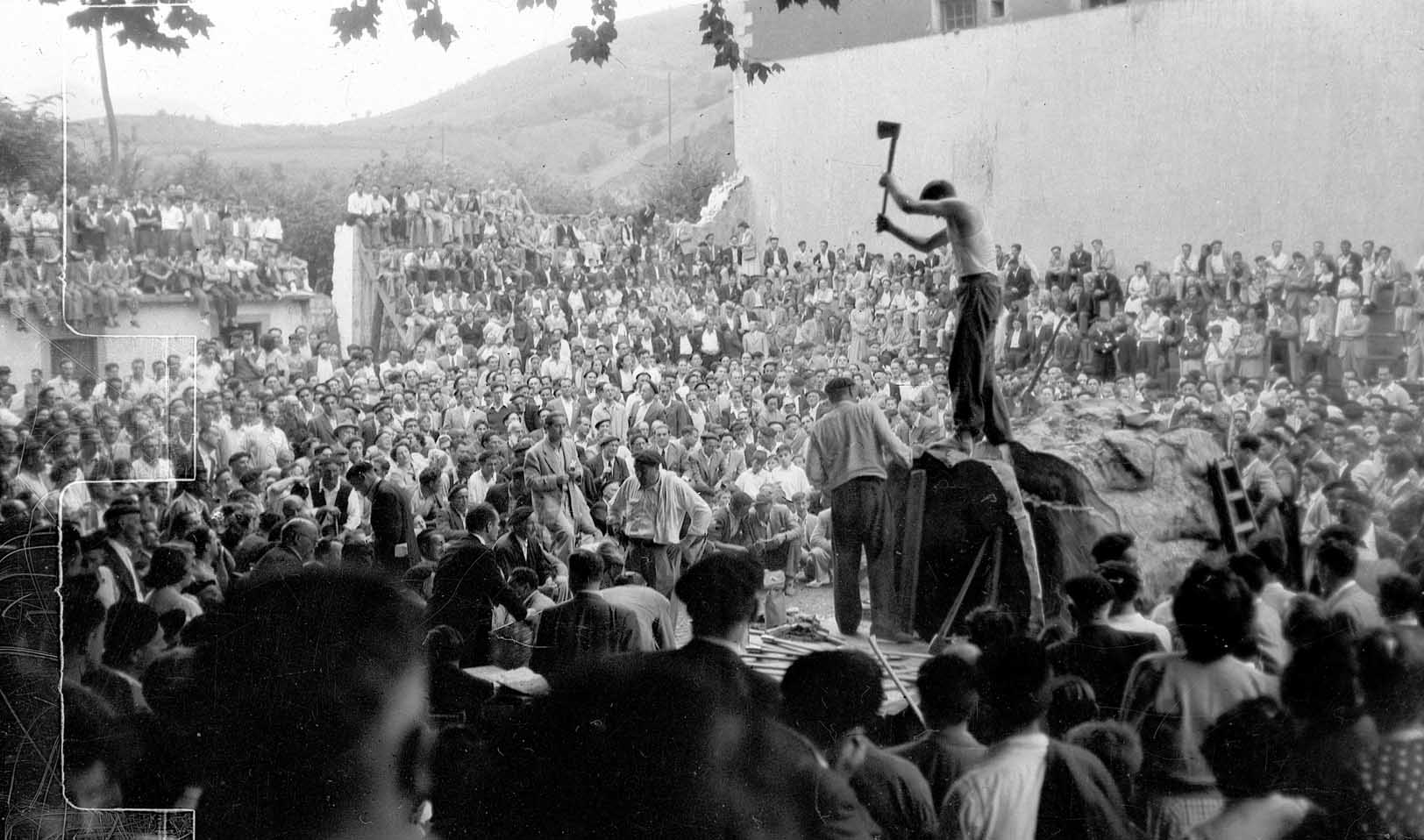
Esta haya de 2,10 metros de diámetro fue derribada por una cuadrilla de Navárniz (Vizcaya). El reto de cortarla fue aceptado por el azpeitiara Luxia, cruzándose cincuenta mil pesetas por cada parte. Luxia se tuvo que retirar de la prueba agobiado por el asfixiante calor. Fotografía: Indalecio Ojanguren

Con la industrialización del siglo XX, parte de la población rural baja a los centros industriales, llevando allí sus aficiones. En 1903 se inauguran plazas de toros en las principales villas y ciudades guipuzcoanas: Tolosa, Azpeitia, San Sebastián y Éibar. En estas plazas se celebraban pruebas de hachas, además de arrastre de piedra, peleas de carneros, etc.
Tradicionalmente, los desafíos se hacían en una plaza pública, por lo que la única fuente de ingresos era para el ganador, que obtenía lo apostado. Actualmente, las instituciones financian exhibiciones públicas, y se cobra entrada por asistir a las competiciones en lugares cerrados.

## Herramienta
El aizcolari utiliza hachas de entre 2,4 y 2,8 kg. El filo o boca es curvo, para facilitar la salida del tronco. El mango suele ser de madera de haya rajada.
Cada aizcolari usa más de un hacha en cada prueba
Material
Para el corte se colocan porciones de troncos de haya verde sin nudos visibles, a los que se ha quitado previamente la corteza. Generalmente la sección tiene una circunferencia de entre 36 y 72 pulgadas. Debido a la actual escasez de hayas es poco frecuente que se utilicen troncos mayores -aunque proporcione una mayor espectacularidad-.
La dureza de la madera depende de las condiciones en que se haya concertado la apuesta: cuando se deja elegir la mitad de los troncos a cada equipo, este escogerá los de características que más les convengan. 
En la actualidad, para las pruebas ante gran público, se suele emplear madera más fácil de cortar que hace un siglo. Cuando las pruebas se realizaban con entrada libre, la escasez de ingresos solía obligar a utilizar la parte del tronco más cercana a las raíces o a las ramas, que había desechado quien compraba la madera para construcción.

## Participantes
En los desafíos, el aizcolari es ayudado por un botillero (que le proporciona la bebida, las toallas y le cambia las hachas) y por un enseñador (que además de marcar el ritmo de los golpes, separa las astillas con un bastón, además de indicar el lugar más apropiado para el siguiente corte).

## Urrezko aizkora
El Hacha de oro (en euskera, urrezko aizkora) es una de las competición más importantes en el corte vasco. Se trata de una liguilla en la que participan los mejores aizcolaris del País Vasco y Navarra en pareja. En cada jornada desarrollan varias pruebas, con troncos de distintos tamaños. En algunas de estas pruebas los aizcolaris pueden turnarse en el corte, y en otras cada uno debe hacer una serie de troncos seguidos.
La edición 2005-2006 se inició el 6 de diciembre en Estella, Navarra, y concluyó el 26 de febrero de 2006 en Azpeitia, Guipúzcoa. En la categoría absoluta participaron 9 parejas:
- Primer grupo:
  - Nazabal-Erdozia.
  - Peñagarikano-Azurmendi.
  - Arria V-Txapartegi
- Segundo grupo:
  - Erasun-Lopez (debido a una lesión de cintura, Txapartegi sustituye a Erasun en los primeros encuentros).
  - Mindegia-Senosiain I.
  - Larretxea-Barberena.
- Tercer grupo:
  - Senosiain II-Vicente.
  - Arospide-Mugertza.
  - Olasagasti-Etxebeste.

En la categoría de menores de 21 años solo hubo dos grupos de tres parejas cada uno.

## Aizcolaris en la cultura popular
El corte con hacha es uno de los más espectaculares y populares deportes rurales vascos, por lo que las imágenes de aizcolaris son habituales en las postales y souvenirs de Euskal Herria.
El grupo de rock Kortatu utilizó fotografías de aizcolaris para las portadas de sus discos Kortatu y Kolpez Kolpe. Además una de sus canciones se titula «Aizkolari» y otra, «Kolpez kolpe», hace referencia al aizcolari Aiako Txikito (Txikito de Aia), y comienza con una grabación de sonido de hachas. Las muestras del típico sonido de las hachas cortando el aire y golpeando un tronco han sido usadas también por Os Resentidos y por Negu Gorriak (grupo cuyo símbolo son dos hachas cruzadas y que emplea el sonido en un corte dedicado también a Aiako Txikito).

### En la ficción
Un desafío entre aizcolaris es una pieza central en la trama de la novela Dos letter de Bernardo Atxaga, de 1987.
Son también aizcolaris algunos personajes de la película Vacas de Julio Médem (1992). Este director reutilizó imágenes de aizkolaritza extraídas de Vacas y de otras películas y reportajes para su documental La pelota vasca, la piel contra la piedra, de 2003.